# Naranča
Naranča ili slatka naranča (lat. Citrus ×aurantium f. aurantium; sin. Citrus ×sinensis) je biljka iz porodice Rutaceae.
Riječ naranča dolazi iz sanskrtske riječi nāraṅgaḥ, što znači narančino drvo.
Mačke odbija kora naranče.

## Opis
Ima mirisne bijele cvjetove i okruglo voće sa žućkastom i crvenkastom korom i kašastim sadržajem podijeljenim u kriške. Stablo je visoko do 12 m, a zimzeleni listovi su veliki 4-10 cm. Narančino stablo u prosjeku daje plodove čak sto godina. U povijesti je, međutim, poznato tzv. Constableovo stablo, narančino stablo koje je doneseno u Francusku 1421. godine i živjelo je čak 473 godine.Ističu se Citrus sinensis -  slatka naranča, i Citrus aurantium - seviljska ili kisela naranča, a postoji više vrsta naranača koje se razlikuju po veličini, boji i kakvoći.
Ovo voće ima slatkasto - kiselkasti sok, a ima pH vrijednost od 2,5 do 3, ovisno o dobi i veličini, a voda čini 85 % naranče. Naranče su zelene prije nego procvatu, no neke naranče u jugoistočnoj Aziji su zelene kore i narančaste su iznutra.
To je citrusno voće. Jedno stablo u povoljnim uvjetima može roditi i do 1000 plodova, a najčešće daje 500 plodova godišnje. Plodovi rastu od studenog do svibnja. Svrstavaju ga i najplodnije voće poslije grožđa i banana. Pradomovina naranče su Indija i Kina. Najčešće uspijeva u toplijim ili južnim krajevima.

## Hranjive tvari
| Hranjive tvari                | Količina |
| ----------------------------- | -------- |
| Energetska vrijednost         | 63 kcal  |
| Bjelančevine                  | 1,3 g    |
| Ugljikohidrati                | 15,5 g   |
| Masti                         | 0,3 g    |
| Dijetalna vlakna              | 4,5 g    |
| Voda                          | 82,3 g   |
| Triptofan                     | 0,01 g   |
| Treonin                       | 0,02 g   |
| Izoleucin                     | 0,04 g   |
| Leucin                        | 0,03 g   |
| Lizin                         | 0,07 g   |
| Metionin                      | 0,03 g   |
| Cistin                        | 0,01 g   |
| Fenilalanin                   | 0,04 g   |
| Tirozin                       | 0,02 g   |
| Valin                         | 0,06 g   |
| Arginin                       | 0,09 g   |
| Histidin                      | 0,02 g   |
| Zasićene masne kiseline       | 0,04 g   |
| Mononezasićene masne kiseline | 0,06 g   |
| Polinezasićene masne kiseline | 0,06 g   |
| Vitamin A                     | 250 IU   |
| Tiamin                        | 0,1 mg   |
| Riboflavin                    | 0,05 mg  |
| Niacin                        | 0,5 mg   |
| Vitamin B6                    | 0,09 mg  |
| Folati                        | 30 mcg   |
| Pantotenska kiselina          | 0,33 mg  |
| Vitamin C                     | 71 mg    |
| Kalcij                        | 70 mg    |
| Bakar                         | 0,06 mg  |
| Željezo                       | 0,8 mg   |
| Magnezij                      | 14 mg    |
| Fosfor                        | 22 mg    |
| Kalij                         | 196 mg   |
| Cink                          | 0,11 mg  |
| Selen                         | 0,7 mcg  |

## Vrste

### Kisela naranča
Kisela naranča (lat. Citrus aurantium) se često koristi za proizvodnju marmelade i likera, a koristi se i u farmaceutskoj tehnologiji. Drugi nazivi su bigarada i seviljska naranča. Uzgaja se na području tropske i suptropske klime, u Kini i Indiji. Često se koristi u kubanskoj kuhinji kao marinada za meso. Usplođe gorke naranče je sastavnica gorkih čajeva. Plodovi ove vrste nisu jestivi, te su manji i gorči nego u slatke naranče, a eterično ulje ima oporiji miris. 

### Velika naranča
Velika naranča nastala je 1820. mutacijom u jednom voćnjaku u Brazilu. Mutacijom je nastao diploidni plod, u kojemu se manji plod nalazi unutar kore većeg ploda, i nema sjemenke.
Potom je velika naranča dovedena u Kaliforniju 1870. nakon čega postaje popularna i širi se po svijetu.
Cvjetovi velike naranče nalikuju ljudskom pupku. 

### Naranča valencija
Naranča valencija je vrsta naranče koju je stvorio kalifornijski agronom William Wolfskill, na njegovu imanju Santa Ana. Ime dolazi od španjolskog grada Valencije, poznatom po odličnim narančama. Plod je prosječna promjera 2,7 - 3 cm (70 - 76 mm). Komercijalna žetvena sezona traje od ožujka do lipnja. Ove naranče su jedine u svijetu koje narastu za vrijeme ljeta. Prvenstveno se uzgajaju za proizvodnju soka.       

### Crvena naranča
Crvena naranča sadrži pigment antocijanin, pa je zbog toga crvene boje. Smatra se da je hibrid mandarine i grejpa. Nema koštice i gorka je okusa. Sok joj je gorak i crvene boje te često se koristi za pravljenje koktela. Koristi se također i za pravljenje sorbeta te za aromu piva. Obrok jedne crvene naranče sadrži 28% preporučenih dijetalnih vlakana, a ima više šećera nego slatka naranča. U nekim zemljama crvene naranče vide kao simbol Isusove smrti.   

### Naranča bergamot
Naranča bergamot (lat. Citrus bergamia Risso) je malen, kruškoliki mirisni agrum koji je dobio ime po talijanskom gradu Bergamo, u čijoj se okolici uzgaja ta vrsta. Uzgaja se u Italiji, Brazilu i SAD-u, a potječe iz Francuske. Raste na malom drvetu u proljeće. Njegova esencijalna ulja koriste se u aromaterapiji za pripremu parfema. Iako ima mnogo koristi, bergamot je fototoksičan, čini kožu osjetljivijom na UV zrake, pa poslije nanošenja preparata s aromatičnim uljem bergamota se ne smije izlagati suncu.

### Jaffa
Jaffa je vrsta naranče koja raste u Izraelu i suptropskoj regiji. Ima sladak okus i lijep miris. Svjetle je kore. Sazrijeva u proljeće. Po njoj su nazvani jaffa keksi. Ove naranče su jako popularne i u Velikoj Britaniji, gdje je Rikard I. Lavljeg Srca proveo zimu 1191. među jaffa narančama za vrijeme križarskih ratova.

## Povijest
Naranče potječu iz Indije i Kine, a neke vrste su vjerojatno nastale na sjeveroistoku Bangladeša prije 7000 godina. Prije 16. stoljeća samo su kisele naranče rasle u Italiji, gdje su se pojavile za vrijeme Rimskog Carstva, oko 150. g. prije Krista. Slatke naranče su u Italiju, Španjolsku, Portugal i Francusku donijeli portugalski trgovci u 15. stoljeću. Potom su iz Europe naranče prenesene u Sjevernu i Južnu Ameriku, Australiju i Afriku.  

## Tradicija i kultura
Stablo naranče je u mnogim kulturama simbol braka i ljubavi. Naranče se ponekad nalaze na renesansnim slikama bračnih parova. Na vjenčanjima mladenke često stavljaju narančin cvijet u kosu ili nose bukete od tih cvjetova na vjenčanju, a cvjetovi često služe i kao dekoracija na vjenčanim tortama. Na Siciliji se slika Djevice Marije ukrašava grančicama naranče. Narančin cvijet je državni cvijet Floride. Naranča je navodno sudjelovala u početku trojanskih ratova, jer je "zlatna jabuka" (Hesperidum mala) koju je Paris dao Afroditi vjerojatno bila naranča. Prema mitologiji, jedan od 12 zadataka koje je Herkulu zadao Euristej je bio da donese zlatne jabuke iz vrta Hesperida, sa stabla koje je čuvao zmaj. Zapisi o narančama na grčkim i rimskim freskama i u prvim japanskim pjesmama. Izložba naranči na kinesku Novu godinu objavljuje želju za sreću i prosperitet tijekom sljedećih 12 mjeseci.
U feng shuiu narančino stablo se smatra simbolom bogatstva i blagostanja. Malteška naranča potječe od dolaska Arapa od 870. do 1090. Arapi su sadili naranče i uveli niz poljoprivrednih inovacija, osobito u pitanjima navodnjavanja i žetve.

## Koristi od naranče
U Španjolskoj se osušeni cvjetovi naranče koriste za kuhanje čaja. Drvo naranče koristi se kao rašpica za nokte. Ušećerena (kandirana) kora dodaje se kolačima. U Dalmaciji od narančine se kore radi desert arancini. Naranča se koristi u pripremi raznih jela. Pčele koje oprašuju narančin cvijet, mogu dati med koji ima blagi okus naranče. Arapi često koriste narančin cvijet u pripremi raznih jela. Uz to, koristi se u pravljenju parfema. Naranče se često koriste u proizvodnji kozmetike. 

### Sok od naranče
Od naranača se često proizvodi sok, čiji je najveći proizvođač Brazil. Gotovo 90% naranača se prerađuje u sok. Sok od naranče je izvor vitamina C, kalija, folne kiseline i flavonoida, a sadrži najmanje 20 aminokiselina. PH vrijednost soka od naranče je obično 3,5. Od jedne naranče se najčešće dobije 90 grama soka. Proizvođači često dodaju u sok limunsku kiselinu. Sok od naranče je dobar za zdravlje, ali ako se pije na prazan želudac, može izazvati želučane probleme. Narančin sok se kao lijek primjenjuje od 10. stoljeća.

### Jaffa-keksi
Narančin žele se nalazi u jaffa-keksima, koje je 1927. vjerojatno stvorio John Langlands, tadašnji vlasnik tvrtke McVitie. Keksi su kružnog oblika, opseg im je 54 mm. Imaju tri sloja: biskvit, narančin žele i čokoladni preljev. Neki ih nazivaju kolačima, a neki keksima, pa se često pitaju kako bi se bolje trebali zvati. 

### Eterično ulje
Od naranača se pravi eterično ulje. Ono se dobiva na tri načina: tješnjenjem iz svježih plodova, parnom destilacijom iz svježeg usplođa i destilacijom nusprodukta, koji zaostaje prilikom industrijske proizvodnje. Usplođe slatke naranče sadrži 1,5 - 2% eteričnog ulja kojem je glavna sastavnica limonen (96%). Već su drevne civilizacije poput poznavale neka umijeća korištenja narančinog eteričnog ulja. Djeluje fungicidno i baktericidno i tonizira rad srca.  

### Ljekovita svojstva
Naranča ima puno fitokemikalija, koje djeluju kao antioksidansi i pomažu uklanjanju stanica karcinoma. Poboljšava rad probavnog sustava, ali može kod osjetljivih osoba izazvati tegobe, ako se previše konzumira. Odlično djeluje protiv alergija, upala i virusa. Također, pomaže radu imunološkog sustava. Znanstvena istraživanja Organizacije za znanstvena i industrijska istraživanja Commonwealtha (CSIRO) pokazuju, da jedan obrok citrusnog voća dnevno smanjuje rizik od moždanog udara za 19 %. Narančina kora pojačava apetit, te pomaže kod nadutosti i grčeva u želucu. 
Naranče se često koriste kao osvježivač zraka.

## Proizvodnja
| Najbolji proizvođači (milijuna tona)                  | 2005  | 2008  | 2010  | 2011  | 2012  |
| Brazil                                                | 17.85 | 18.54 | 18.50 | 19.81 | 18.01 |
| SAD                                                   | 8.39  | 9.14  | 7.48  | 8.08  | 8.17  |
| Kina                                                  | 2.7   | 4.2   | 5.0   | 5.84  | 6.50  |
| Indija                                                | 3.31  | 4.86  | 5.97  | 4.57  | 5.00  |
| Meksiko                                               | 4.11  | 4.30  | 4.05  | 4.08  | 3.67  |
| Španjolska                                            | 2.38  | 3.41  | 3.11  | 2.82  | 2.93  |
| Egipat                                                | 1.94  | 2.14  | 2.40  | 2.58  | 2.79  |
| Italija                                               | 2.26  | 2.17  | 2.39  | 2.47  | 1.77  |
| Turska                                                | 1.45  | 1.43  | 1.71  | 1.73  | 1.66  |
| Južnoafrička                                          | 1.25  | 1.52  | 1.41  | 1.50  | 1.613 |
| Indonezija                                            | 2.21  | 2.47  | 2.03  | 1.82  | 1.611 |
| Pakistan                                              | 1.72  | 1.61  | 1.51  | 1.39  | 1.43  |
| Iran                                                  | 2.25  | 2.62  | 1.50  | 1.41  | 1.29  |
| Ukupno u svijetu                                      | 63.12 | 69.55 | 69.05 | 69.76 | 68.22 |
| Izvor: Organizacija za prehranu i poljoprivredu (FAO) |       |       |       |       |       |

## Galerija
- Narančin sok
- Ilustracija naranče, Paris Henri Plon, 1872.
- Cvjetovi naranče izbliza, Španjolska
- Drvo naranče
- Branje naranče

## Vanjske poveznice
|  | Zajednički poslužitelj ima još gradiva o temi Oranges |